# قائمة التنوعات التشريحية في جسم الإنسان
هذه قائمة بالتنوُّعات التشريحية التي لا تُعتبر ذات طبيعة مرضيّة.

## ملامح إضافية

### عظام
- ضلع عنقي
- ناتئ فوق لقمي للعضد
- فويلة

### شرايين
- شريان متوسط

### عضلات
- العضلة النعليّة الإضافيّة
- القوس الإبطيّة
- العضلة البُكيريّة المرفقيّة
- العضلة باسطة الوسطى المخصوصة
- العضلة باسطة الأصابع القصيرة (اليد)
- العضلة الباسطة المشتركة للسبابة و الوسطى
- العضلة الباسطة المشتركة للإبهام و السبابة
- العضلة باسطة الرسغ الكعبرية الوسطى أو باسطة الرسغ الكعبرية الإضافية
- متلازمة لنبرج-كومستوك أو اتصال العضلة عاطفة الإبهام الطويلة و جزء السبابة من العضلة عاطفة الأصابع العميقة
- العضلة القصيّة أو المستقيمة الصدريّة
- الرأس الصغير للعضلة القطنية الكبيرة
- العضلة الراحية العميقة
- العضلة الإبريّة الأُذينيّة
- العضلة المستعرضة القفويّة

### غدد
- غدة نكفيّة إضافيّة
- حُديبة زوكركاندل (الغدة الدرقيّة)

### أعضاء
- طحال إضافي
- فص قمي للرئة
- قصبة رُغاميّة

### أخرى
- قناة البنكرياس الإضافيّة
- ظفر إضافي لإصبع القدم الخامس
- حُديبة دارون أو نقطة دارون
- وريد الساعد الأعور
- رباط أوسبورن
- الرباط المعدي البنكرياسي

## ملامح ناقصة

### العضلات
- العضلة الضحكيّة
- العضلة القطنية الصغيرة
- متلازمة بولاند و هي فقد العضلة الصدريّة الكبيرة أو عدم تطوُّرها

### أخرى
- زائدة دودية
- عدم تكوُّن أضراس العقل

## ملامح متنوِّعَة

### عظام
- العظم السمسمي للأصابع الثاني و الثالث و الرابع و الخامس

### العضلات
- غياب العضلة الضحكية
- غياب العضلة الراحية الطويلة
- تقسُّم العضلة الكُمَّثريّة

### التوعية
- شريان بيرتشرون
- شريان مراري مزدوج
- تنوُّع الوريد القاعدي
- شريان متوسط
- شريان درقي أسفل
- شريان زندي سطحي

### أخرى
- تفاوت الحدقتين
- زائدة دوديّة
- رباط مقوس وحشي
- كلية حذوية